# Teyuwasu
Teyuwasu — сумнівний рід ящеротазових динозаврів верхньо -тріасової епохи. В даний час вивчений замало; єдиний типовий вид — Teyuwasu barbarenai , відомий по кістках кінцівок (стегна і гомілки), виявленим у Бразилії.
Голотип BSP AS XXV 53-54 приписаний університету Людвіга Максиміліанса в Мюнхені . Залишки Teyuwasu були спочатку, в 1938 році, визначені Фрідріхом фон Хюне як залишки цезавра Hoplitosuchus. У 1999 році E. E. Kischlat виділив їх як новий рід та вид динозаврів. Teyuwasu означає «велика ящірка» мовою тупи, видова назва дано на честь доктора Маріо Кости Барберени (MC Barberena), американського палеонтолога.
У 2004 році MC Langer помітив Teyuwasu як nomen dubium.